# Ahat-milki
Ahat-milki est l'épouse de Niqmepa, roi d'Ougarit au XIIIe siècle av. J.-C. Mère du roi Ammistamru ii (ou Ammistamru III), elle assura la régence du royaume pendant la minorité de son fils.

## Biographie
Aḫat-milki était d'origine amorrite. Elle était fille de Du-Tessub (lu aussi Ari-Tessub), personnage amorrite par ailleurs inconnu.
Elle assura la régence du royaume d'Ougarit au cours de la seconde moitié du XIIIe siècle av. J.-C., pendant l'enfance de son fils Ammistamru ii.
Elle dut, pour arbitrer un conflit entre ses fils, faire appel au roi hittite Tudhaliya iv.